# Сайондзі Санеудзі
Сайондзі Санеудзі (* 西園寺実, 1194  —7 липня 1269) — середньовчний японський державний діяч і поет періоду Камакура.

## Життєпис
Походив з аристократичного роду Сайондзі. Син Сайондзі Кінцуне, великого державного міністра, та Ітідзьо Масако. Народився у 1194 році. Завдяки підтримці батька у 1197 році увійшов до імператорського двору та отримав молодший п'ятий ранг. 1202 році увійшов до Відомства прислуги. 1203 року надано вищу ступінь молодшого п'ятого рангу, а 1204 року — старший п'ятий ранг.
1206 року став власником молодшого четвертого рангу та посади кокусі провінції Тотомі. Потім призначено начальником Правого крила коноефу (палацової гвардії). 1207 року отримав вищу ступінь молодшого четвертого рангу та посаду кокусі провінції Омі. 1208 року надано старший четвертий ранг. Потім очолив Ліве крило коноефу.
1210 року призначено керувати провінцією Міно. У 1211 році отримав молодший третій ранг, потім призначено на посаду імператорського радника. 1212 року надано старший третій ранг. 1217 року стає кокусі провінції Санукі. 1218 року призначено середнім державним радником таголовю емонфу (брамної варти).
1220 року надано молодший другий ранг та призначено тьогюбьо (наставником спадкоємця трону). У 1221 році підтримав імператора Ґо-Дайґо, що намагався повалити уряду (бакуфу) роду Ходзьо (смута Дзьокю). Після поразки повстання Санеудзі було заарештовано. Втім незабаром його звільнено.1224 року призначено старшим державним радником. 1222 року призначено котайгьо (начальником служби) імператриці-матері. Незабаром отримав старший другий ранг й посаду лівого очільника імператорських стаєнь. 1225 року призначено старшим державним радником
1230 року призначено тюгюсікі (очільником церемоній імператриці). 1231 стає двірцевим міністром. 1234 року призначено бетто (начальником) охорони особистих кімнат імператора і імператриці. У 1235 році отримує посаду Правого міністра. Напочатку 1236 року отримав молодший перший ранг.
У 1242 році влаштував шлюб доньці Кіцусі з імператором Ґо-Сага. Завдяки цьому значно зміцнив своє становище при імператорському дворі. 1246 року призначено великим державним міністром. Того ж року за наполяганням сіккена Ходзьо Токійорі призначено канто-місіцугі (посла бакуфу перед імператорським двором в Кіото), що виконував обов'язки зв'язківця Ходзьо з імператором.
У 1252 році влаштував шлюб доньки Кіміко з імператором Ґо-Фукакусою (сина доньки Санеудзі — Кіміко), яка стала імператрицею. У 1260 році йде з усіх посад й стає буддистським ченцем під ім'ям Кукан. Мешкав у маєтку Токіваї. Зберіг вплив при дворі за імператора Камеями (свого онука від доньки Кіцусі) до самої смерті у 1269 році.

## Творчість
Був відомим свого часу поетом у жанрі вака. Входив до «Нових трдицяти шости безсмертних поетів». Х його доробку відомо 245 віршів, з них 17 віршів міститься в антології «Сінто-кусен вака-шю», а також є вірші в збірках «Соку-госен вака-шю» і «Соку-кокін вака-шю». У 1215, 1216, 1217, 1219, 1220, 1232, 1248 та 1261 роках брав участь у поетичних конкурсах.